# GLAMOROUS (BUCK-TICKの曲)
「GLAMOROUS」(グラマラス)は、日本のロックバンド、BUCK-TICKの楽曲で、17作目のシングル。2000年9月6日にBMG JAPANより発売された。
前作「ミウ」から11ヶ月ぶりとなるシングル。ジャケットデザインはサカグチケン。

## 収録曲
1. GLAMOROUS (4:05)
  - 作詞：櫻井敦司、作曲：今井寿、編曲：BUCK-TICK
2. TRANS (4:47)
  - 作詞：櫻井敦司、作曲：星野英彦、編曲：BUCK-TICK

## 参加ミュージシャン
- 櫻井敦司 - ボーカル
- 今井寿- ギター、ノイズ
- 星野英彦 - ギター
- 樋口豊 - ベース
- ヤガミトール - ドラムス

### サポートミュージシャン
- 横山和俊 - マニピュレート、キーボード

## 収録アルバム
- 『ONE LIFE,ONE DEATH』